# Arteria interósea posterior
La arteria interósea posterior o interósea dorsal posterior del antebrazo es una arteria que se origina en la arteria interósea común.

## Ramas
- Se ramifica en la arteria interósea recurrente.[1]

## Distribución
Se distribuye hacia las porciones profundas de la parte posterior del antebrazo.